# Narmada Bachao Andolan

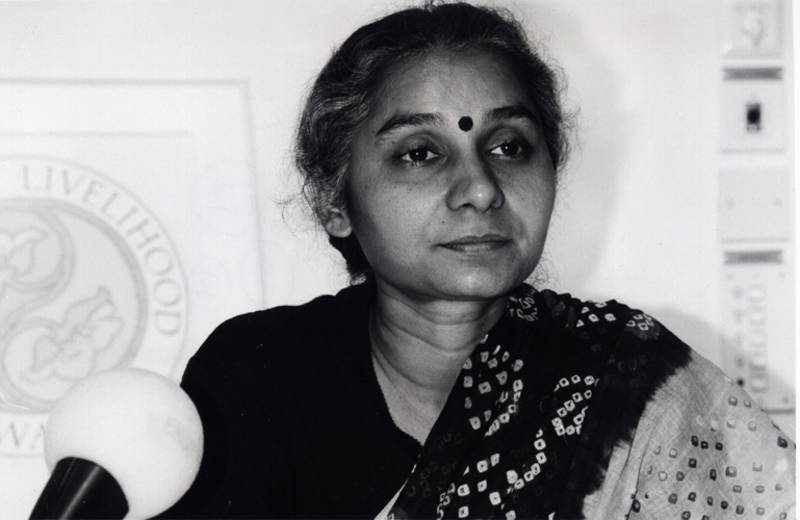
Medha Patkar

Narmada Bachao Andolan (NBA, Rädda Narmada) är en indisk folkrörelse som arbetar för rättigheter för de människor som tvingats flytta på grund av dammprojekt på floden Narmada, särskilt de vars hem hamnar under vatten.
NBA grundades 1985 och består av ursprungsbefolkning (adivasi), jordbrukare, miljöaktivister och människorättsaktivister. De kampanjar genom bland annat domstolar, hungerstrejker och demonstrationer.
NBA har stöttas av bland andra Aamir Khan och Arundhati Roy.
1991 fick NBA Right Livelihood-priset genom sina talespersoner Medha Patkar och Baba Amte.
Dokumentärfilmen Narmada: A Valley Rises (1994) handlar om NBA.